# Follow Your Star
Pour plus de détails, voir Fiche technique et Distribution.
Follow Your Star est un film musical britannique réalisé par Sinclair Hill et sorti en 1938.

## Fiche technique
- Réalisation : Sinclair Hill
- Scénario : Sinclair Hill et Arthur Tracy
- Photographie : Cyril Bristow
- Musique : Bretton Byrd
- Lieu de tournage : Pinewood Studios
- Durée : 80 minutes
- Date de sortie :
  - Royaume-Uni : 1938

## Distribution
- Arthur Tracy
- Belle Chrystall
- Mark Daly
- Horace Hodges
- Nina Boucicault
- James Harcourt